# Gerard Kuiper
Gerard Peter Kuiper (khi sinh ra có tên Gerrit Pieter Kuiper) (1905-1973) là nhà thiên văn học người Mỹ gốc Hà Lan. Ông là nhà khoa học với sự xác định vành đai nổi tiếng mang tên mình, vành đai Kuiper. Thêm vào đó, năm 1951, ông đã giả thiết rằng các thiên thể không tồn tại trong vành đai này nữa. Ngoài sự xác định quan trọng này, ở Đài Thiên văn McDonald, Kuiper còn khám phá ra vệ tinh nhỏ nhất trong số 5 vệ tinh hình cầu của sao Thiên Vương mang tên Miranda vào năm 1948. Đó là còn chưa kể việc ông khẳng định sự hiện diện của thán khí trong khí quyển của sao Hỏa trong các năm 1947 và 1948. Ông còn là người phát hiện ra sự đặc biệt của khí quyển của vệ tinh Titan, một vệ tinh của sao Thổ, vào năm 1944 qua việc sử dung kỹ thuật quang phổ. Qua đo đạc, Kuiper ước tính rằng áp lực một phần khí quyển methane là 10 millibar (100 kPa).